# 勒万
勒万（法語：Revin，法語發音：[ʁəvɛ̃]），法国东北部城市，大东部大区阿登省的一个市镇，隶属于沙勒维尔-梅济耶尔区，其市镇面积为38.42平方公里，2022年1月1日时人口数量为5,795人，在法国城市中排名第1,806位。
勒万位于阿登省北部，默兹河谷内，其市区位于默兹河的一处曲流河段，被河流切割成多个部分。勒万是一个区域性的中心城市，历史上因煤炭加工而兴盛。阿尔及利亚裔足球运动员耶齐德·曼苏里出生于勒万。

## 地名来源
“Revin”一名最初于公元706年以拉丁语“Ruivinium”的形式被记载，该名称可能来源于人名，后者生平尚有待考证。

## 历史

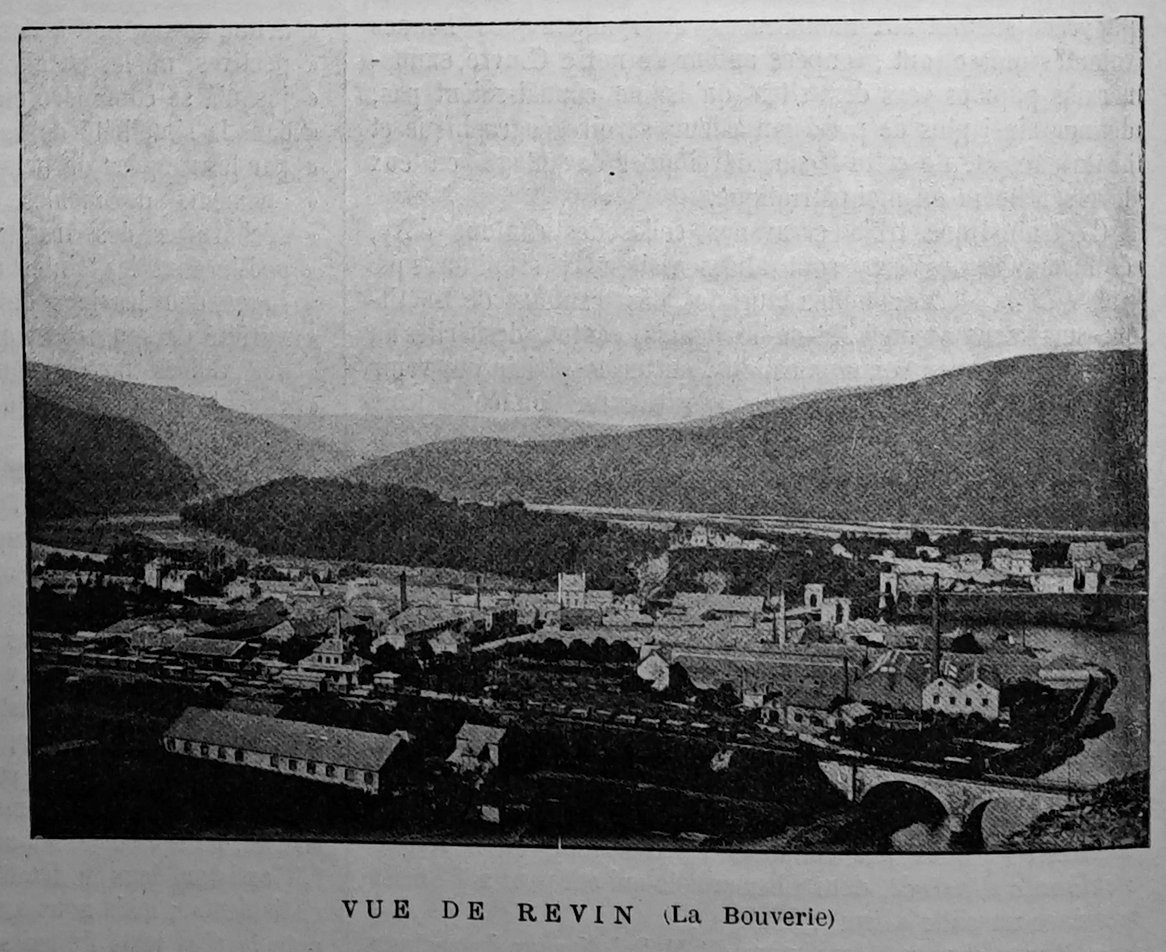
20世纪初的勒万

勒万的早期历史尚不清楚，其所处的阿登高原地区在中世纪初长期处于法兰克王国和神圣罗马帝国的争夺之中。根据当地官方网站的论述，勒万及默兹河谷内的多个集镇于公元762年被法兰克国王矮子丕平赠给了普吕姆修道院。中世纪中期，勒万的部分区域被领主武埃（Voué）继承，后成为列日采邑主教区的一处领地。勒万于1262年被一分为二，其默兹河下游建起了一处防御工事。中世纪中后期，勒万因林木业及默兹河航运开发而得到发展。18世纪初西班牙王位继承战争后，列日采邑主教区逐渐瓦解，勒万自1769年起被划入香槟行省，成为法兰西王国的一部分。法国大革命后，勒万成为阿登省的一个市镇。19世纪中期，随着煤炭开采及加工业的发展，勒万逐渐成为一座区域性的工业城市，当地人口数量逐年增加。途径勒万的苏瓦松－日韦铁路和默兹运河分别于1862年和1882年建成，其中默兹运河在勒万附近的隧道后成为马奇诺防线的一部分。第二次世界大战期间，勒万被占领纳粹德军占领，当地民众自发组织形成马尼斯抵抗运动团体，其位于勒万的指挥部在1944年的纳粹军事行动中被捣毁，共有106名成员被杀害。20世纪70年代后，随着煤炭和钢铁工业的衰落，当地人口数量有所下降。

## 地理

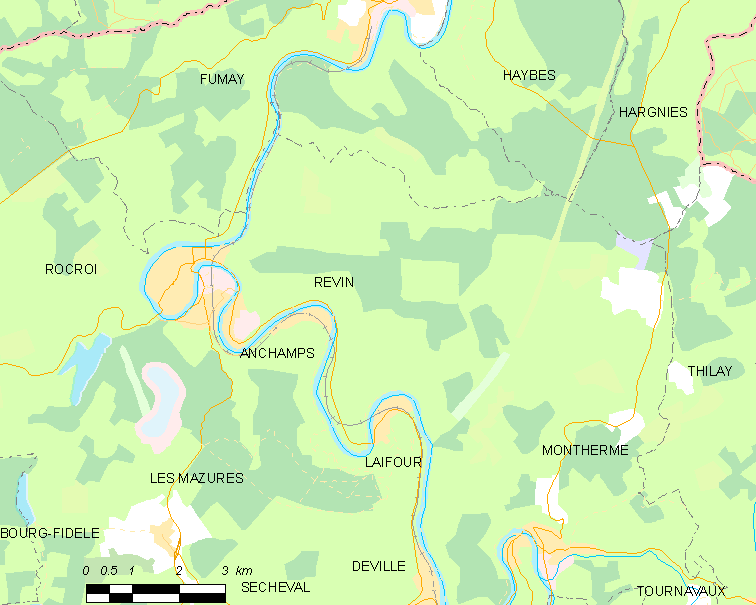
勒万市镇范围地图

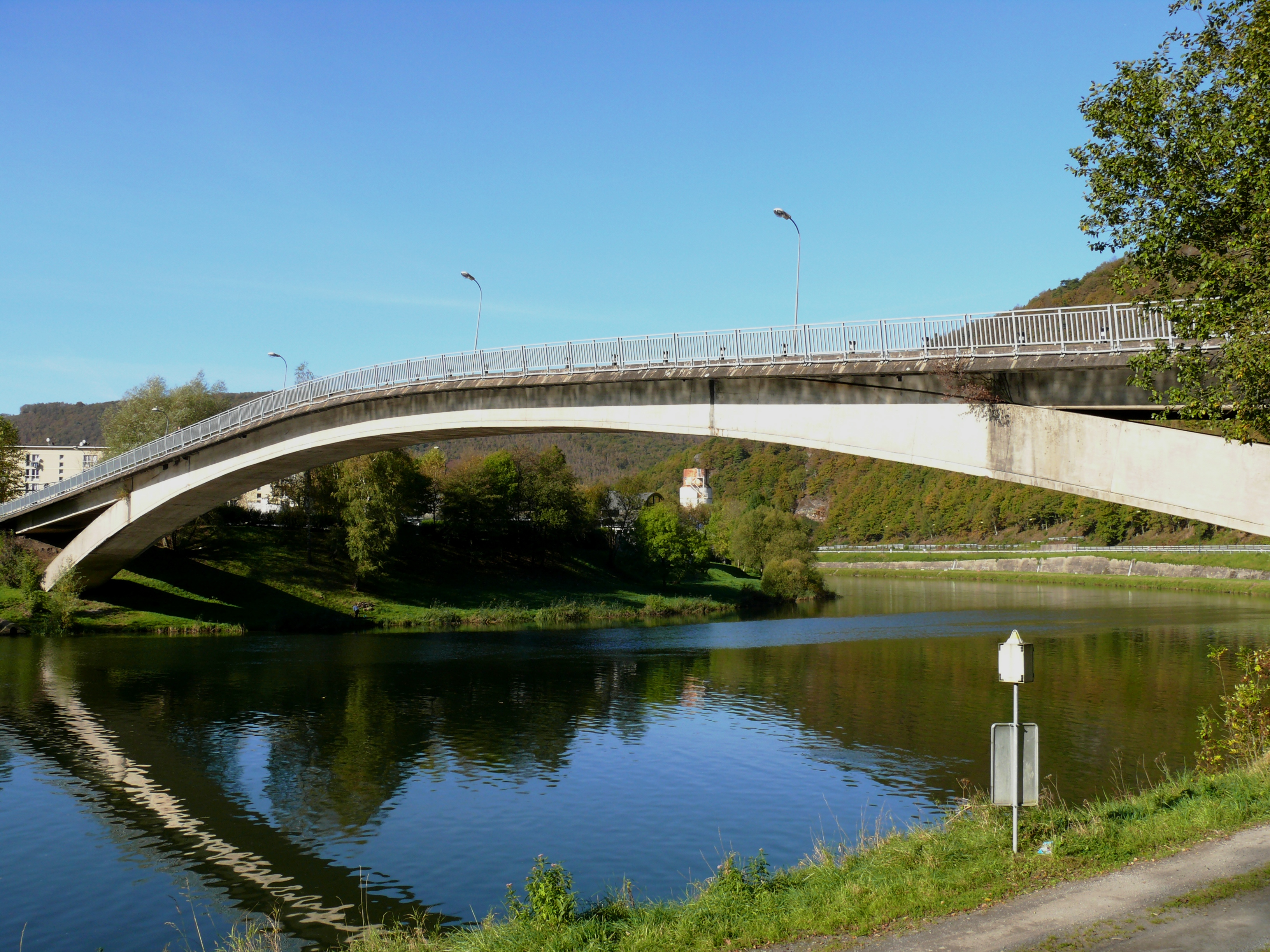
横跨默兹河的桥梁

勒万位于法国北部偏东，大东部大区西北部和阿登省北部，距离省会沙勒维尔-梅济耶尔大约28公里。与勒万接壤的市镇包括：昂尚、菲迈、阿尔尼、艾布、莱富尔、莱马聚尔、蒙泰梅、罗克鲁瓦。

### 地形
勒万位于阿登高原腹地，境内以山地和丘陵为主，市镇中心位于地势较为平坦的河谷地带，附近则多山地，全境海拔在117到469米之间。

### 水文
默兹河干流自东南向北呈倒“S”型蜿蜒穿过勒万市区，另有福河在此与其交汇；默兹河曲流瓶颈处有一处地下水道，原为默兹运河的一部分，现已废弃。

### 植被
勒万属于温带阔叶混交林区，罗什托市政公园（Parc Municipal Rocheteau）是当地主要的城市绿地，林地则广泛分布于市镇范围内的山地地区。
在鲜花城市的评比中，勒万被评为2星级鲜花城市。

### 气候
勒万在柯本气候分类法中属于温带海洋性气候，因当地海拔相对偏高，且距离海岸线相对较远，故当地气候又有一定的大陆性特征。
勒万境内设有气象站，以下为该气象站的数据（其中日照数据取自沙勒维尔-梅济耶尔）：
| 勒万1981年－2019年  | 勒万1981年－2019年 | 勒万1981年－2019年 | 勒万1981年－2019年 | 勒万1981年－2019年 | 勒万1981年－2019年 | 勒万1981年－2019年 | 勒万1981年－2019年 | 勒万1981年－2019年 | 勒万1981年－2019年 | 勒万1981年－2019年 | 勒万1981年－2019年 | 勒万1981年－2019年 | 勒万1981年－2019年 |
| 月份                | 1月                | 2月                | 3月                | 4月                | 5月                | 6月                | 7月                | 8月                | 9月                | 10月               | 11月               | 12月               | 全年               |
| ------------------- | ------------------ | ------------------ | ------------------ | ------------------ | ------------------ | ------------------ | ------------------ | ------------------ | ------------------ | ------------------ | ------------------ | ------------------ | ------------------ |
| 历史最高温 °C（°F） | 15 (59)            | 18.5 (65.3)        | 23.5 (74.3)        | 29 (84)            | 32.5 (90.5)        | 35.5 (95.9)        | 37.5 (99.5)        | 39 (102)           | 32.5 (90.5)        | 27.5 (81.5)        | 21.5 (70.7)        | 16 (61)            | 39 (102)           |
| 平均高温 °C（°F）   | 5.7 (42.3)         | 7.2 (45.0)         | 11.2 (52.2)        | 15.1 (59.2)        | 19.6 (67.3)        | 22 (72)            | 24.4 (75.9)        | 24 (75)            | 20 (68)            | 15.8 (60.4)        | 9.5 (49.1)         | 6.2 (43.2)         | 15.1 (59.2)        |
| 日均气温 °C（°F）   | 2.8 (37.0)         | 3.6 (38.5)         | 6.6 (43.9)         | 9.4 (48.9)         | 13.6 (56.5)        | 16.2 (61.2)        | 18.3 (64.9)        | 18 (64)            | 14.5 (58.1)        | 11.2 (52.2)        | 6.3 (43.3)         | 3.6 (38.5)         | 10.3 (50.5)        |
| 平均低温 °C（°F）   | −0.1 (31.8)        | −0.1 (31.8)        | 2 (36)             | 3.8 (38.8)         | 7.5 (45.5)         | 10.3 (50.5)        | 12.1 (53.8)        | 12 (54)            | 9 (48)             | 6.7 (44.1)         | 3.1 (37.6)         | 1 (34)             | 5.6 (42.1)         |
| 历史最低温 °C（°F） | −18.5 (−1.3)       | −15 (5)            | −12.5 (9.5)        | −5 (23)            | −1.5 (29.3)        | 0.5 (32.9)         | 5 (41)             | 4 (39)             | 2 (36)             | −5.5 (22.1)        | −10.5 (13.1)       | −13 (9)            | −18.5 (−1.3)       |
| 平均降水量 mm（）   | 122.5 (4.82)       | 94.6 (3.72)        | 99.1 (3.90)        | 73.9 (2.91)        | 78.5 (3.09)        | 78.2 (3.08)        | 78 (3.1)           | 78.8 (3.10)        | 73.5 (2.89)        | 99.4 (3.91)        | 106.3 (4.19)       | 127.7 (5.03)       | 1,110.5 (43.72)    |
| 月均日照時數        | 53.6               | 66.5               | 118.5              | 163.5              | 186.6              | 195.2              | 206.3              | 196.9              | 143.5              | 97.2               | 45.6               | 42.6               | 1,516              |
| 来源：infoclimat.fr |                    |                    |                    |                    |                    |                    |                    |                    |                    |                    |                    |                    |                    |

## 行政区划
勒万的市镇编号为08363，邮政编号为08500。
在行政管理方面，勒万隶属于法国大东部大区阿登省沙勒维尔-梅济耶尔区；在地方选举方面，勒万是勒万县的中央投票站所在地，其市镇范围全境被划入阿登省第二选区；在社会管理方面，勒万是默兹河岸阿登市镇公共社区的组成部分。
法国国家统计与经济研究所（简称）在进行数据统计时，将勒万单独设为勒万城市核心区以及勒万城市区。自2020年起，勒万城市区被相同范围的勒万城市辐射区代替。此外，还将勒万市镇分为了5个“块区”（IRIS），以便于统计人口分布情况。

## 交通

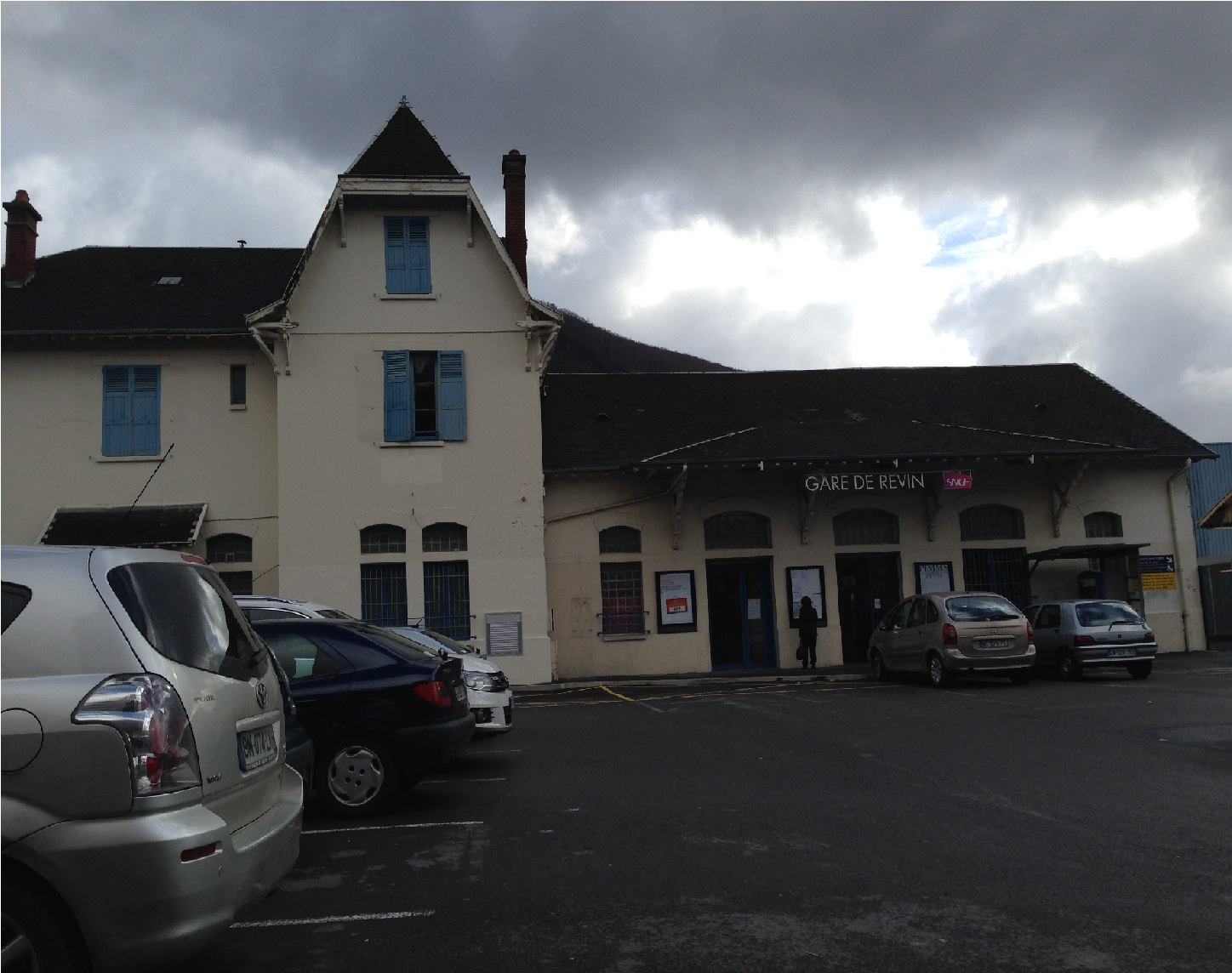
勒万火车站

### 公路
阿登省省道D1线和D988线在勒万市区交汇，大东部大区下属的城际客运提供巴士线路，可前往沙勒维尔-梅济耶尔和罗克鲁瓦。
| 9 | 11 |

| 沙勒维尔 | 23 |

| 色当 | 47 |

| 伊尔松 | 48 |

2018年，62.3%的勒万家庭拥有至少一辆私人汽车。2019年，勒万境内共发生各类交通事故2起，造成2人受伤。

### 铁路
勒万位于苏瓦松－日韦铁路上。勒万站位于市区东部，停靠往返于沙勒维尔-梅济耶尔和日韦一线的区域列车。

### 航空
距离勒万最近的民用航空站为布鲁塞尔南部-沙勒罗瓦机场，距离勒万市中心的公路里程约80公里。

### 城市公共交通
截至2022年8月，勒万暂无城市公共交通系统。

## 政治

### 市政内阁

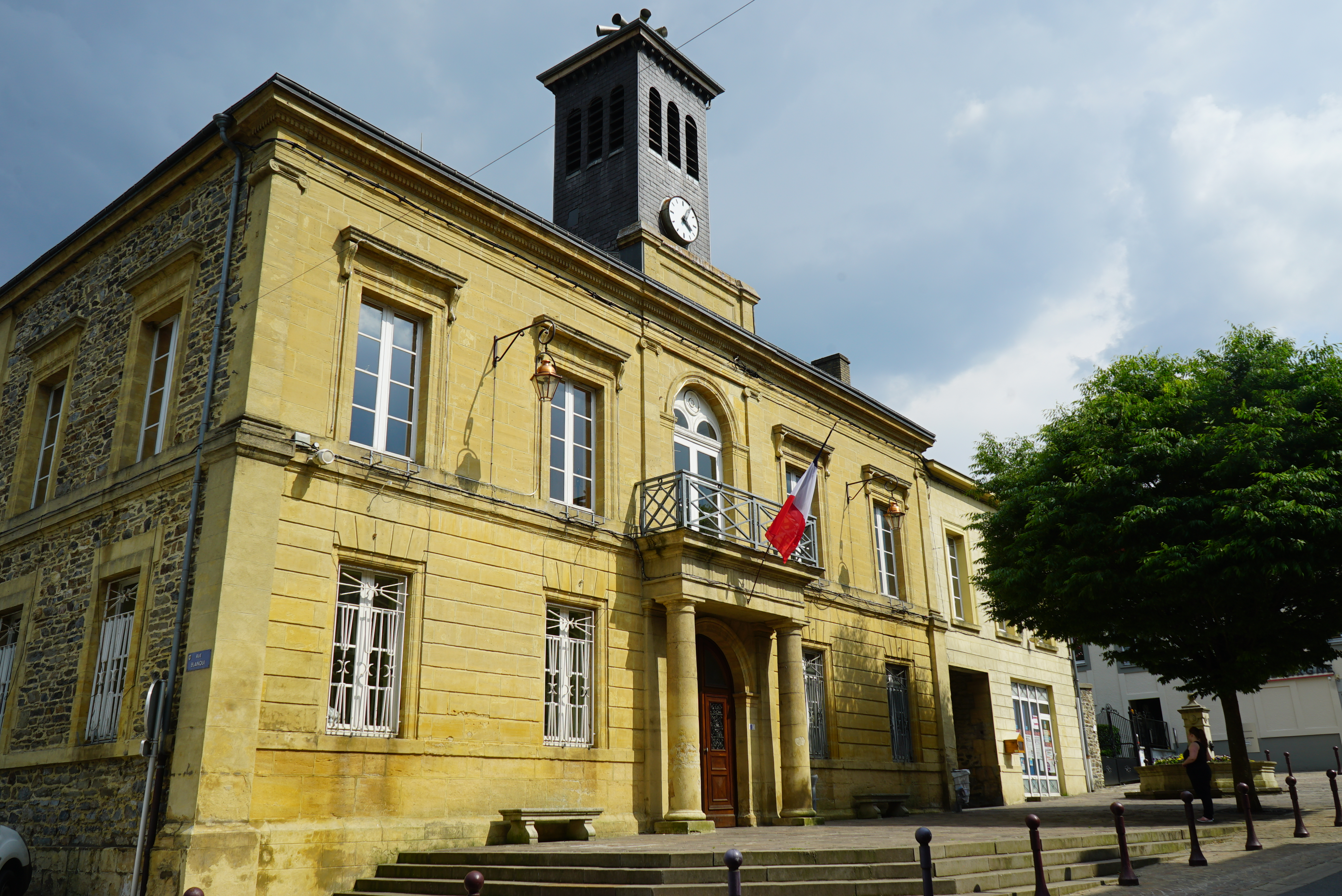
勒万市政厅

勒万的现任市长为达尼埃尔·迪尔贝克先生（Daniel DURBECQ），他是一名右翼无党派人士，在2020年的市政选举中获得了56.58%的支持率。
| 勒万历届市长               | 勒万历届市长                     | 勒万历届市长         |
| 任期                       | 市长                             | 党派                 |
| -------------------------- | -------------------------------- | -------------------- |
| 1945年－1970年             | Camille TITEUX 卡米耶·蒂特       | SFIO工人国际法国支部 |
| 1970年－1973年             | Maurice ROCHETEAU 莫里斯·罗什托  | PS社会党             |
| （1973至1977年间资料暂缺） |                                  |                      |
| 1977年－1994年             | Gérard ISTACE 热拉尔·伊斯塔斯    | PS社会党             |
| 1994年－2008年             | Bernard DAHOUT 贝尔纳·达乌       | PS社会党             |
| 2008年－2012年             | Philippe VUILQUE 菲利普·维尔克   | PS社会党             |
| 2012年－2014年             | Alain ROY 阿兰·鲁瓦              | PS社会党             |
| 2014年－                   | Daniel DURBECQ 达尼埃尔·迪尔贝克 | DVD右翼无党派人士    |

### 各级选举
| 勒万历届投票选举结果 | 勒万历届投票选举结果 | 勒万历届投票选举结果 | 勒万历届投票选举结果        | 勒万历届投票选举结果        | 勒万历届投票选举结果 | 勒万历届投票选举结果        | 勒万历届投票选举结果        | 勒万历届投票选举结果 | 勒万历届投票选举结果 |
| 选举项目             | 选举范围             | 选区单位             | 选区单位内的选举结果        | 选区单位内的选举结果        | 选区单位内的选举结果 | 选区单位内的选举结果        | 选区单位内的选举结果        | 选区单位内的选举结果 | 参考资料             |
| 选举项目             | 选举范围             | 选区单位             | 第一轮胜出者                | 第一轮胜出者                | 支持率               | 第二轮胜出者                | 第二轮胜出者                | 支持率               | 参考资料             |
| -------------------- | -------------------- | -------------------- | --------------------------- | --------------------------- | -------------------- | --------------------------- | --------------------------- | -------------------- | -------------------- |
| 2017年法國總統選舉   | 法國                 | 市镇                 |                             | 玛丽娜·勒庞                 | 31.79%               |                             | 埃马纽埃尔·马克龙           | 54.09%               | [ 24 ]               |
| 2017年法国立法选举   | 阿登省第二选区       | 市镇                 |                             | 克里斯托夫·莱昂纳尔         | 25.21%               |                             | 皮埃尔·科尔迪耶             | 63.75%               | [ 24 ]               |
| 2019年欧洲议会选举   | 法國                 | 市镇                 |                             | 若尔丹·巴尔代拉             | 38.43%               | （不适用）                  | （不适用）                  | （不适用）           | [ 26 ]               |
| 2021年法国省级选举   |                      | 县                   |                             | 多米妮克·吕埃勒 马蒂厄·索内 | 71.22%               |                             | 多米妮克·吕埃勒 马蒂厄·索内 | 71.75%               | [ 27 ]               |
| 2021年法国省级选举   | 市镇                 |                      | 多米妮克·吕埃勒 马蒂厄·索内 | 67.03%                      |                      | 多米妮克·吕埃勒 马蒂厄·索内 | 68%                         |                      | [ 27 ]               |
| 2021年法国大区选举   | 大東部大區           | 市镇                 |                             | 让·罗特纳                   | 36.7%                |                             | 让·罗特纳                   | 47.62%               | [ 28 ]               |
| 2022年法国总统选举   | 法國                 | 市镇                 |                             | 玛丽娜·勒庞                 | 33.86%               |                             | 玛丽娜·勒庞                 | 57.3%                | [ 24 ]               |
| 2022年法国立法选举   | 阿登省第二选区       | 市镇                 |                             | 皮埃尔·科尔迪耶             | 41.45%               |                             | 皮埃尔·科尔迪耶             | 71.05%               | [ 24 ]               |

## 人口
2018年，勒万市镇人口数量为6,038，在法国排名第1,806位。其中男性2,980人，女性3,058人，75岁及以上人口占10.2%，外籍人口数量为1,247人，人口密度为157人/平方公里，当地居民被称为（男性）或（女性）。2019年，勒万境内出生52人，死亡人口77人。
| 勒万1901年－2019年人口变化情况 |
|                                |
| 数据来源：Cassini、INSEE       |

## 经济

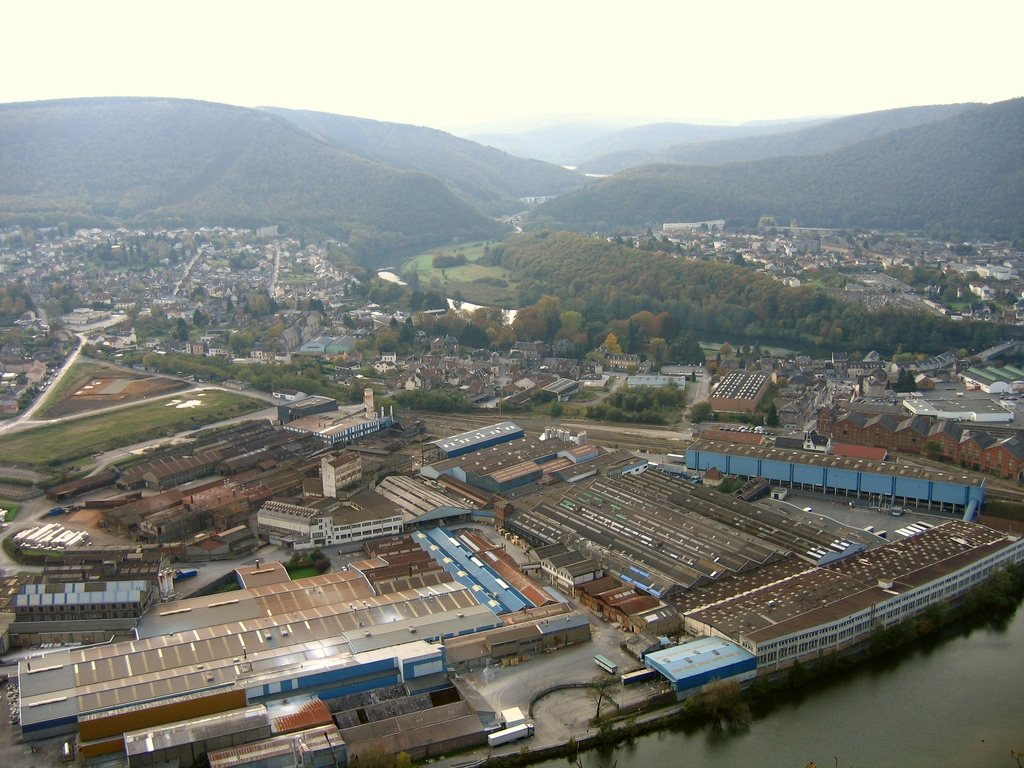
航拍勒万附近的工业区

勒万是一个区域性的中心城市。截止2022年8月，勒万市镇范围内共有各类用人单位（包含自雇）606家，平均历史为18年，其中99.65%为中小型企业（PME），2022年6月至8月间，当地的经济活力指数为0.5%。（汽车销售）、（汽车销售）是当地2021年营业额最高的三个企业，分别为148,983欧元和18,188欧元。

## 财政与居民收入
2020年，勒万的财政收入总额为7,777,270欧元，财政支出总额为6,953,780欧元，当年的债务总额为9,710,460欧元。2021年，勒万市镇共获得1,832,929欧元的国家财政补助，比上一年减少了9.8%。
2019年，勒万的人均月收入总额为1,886欧元，其中高级职员为3,757欧元，低于法国平均水平（4,230欧元）；中级职员为2,169欧元，低于法国平均水平（2,411欧元）；普通职员为1,565欧元，亦低于法国平均水平（1,740欧元）。
2018年，勒万境内的青壮年（15至64岁）失业率为26.5%，当地33.4%的家庭拥有纳税资格，平均纳税1,565欧元，低于法国平均水平（3,910欧元）。

## 社会事务

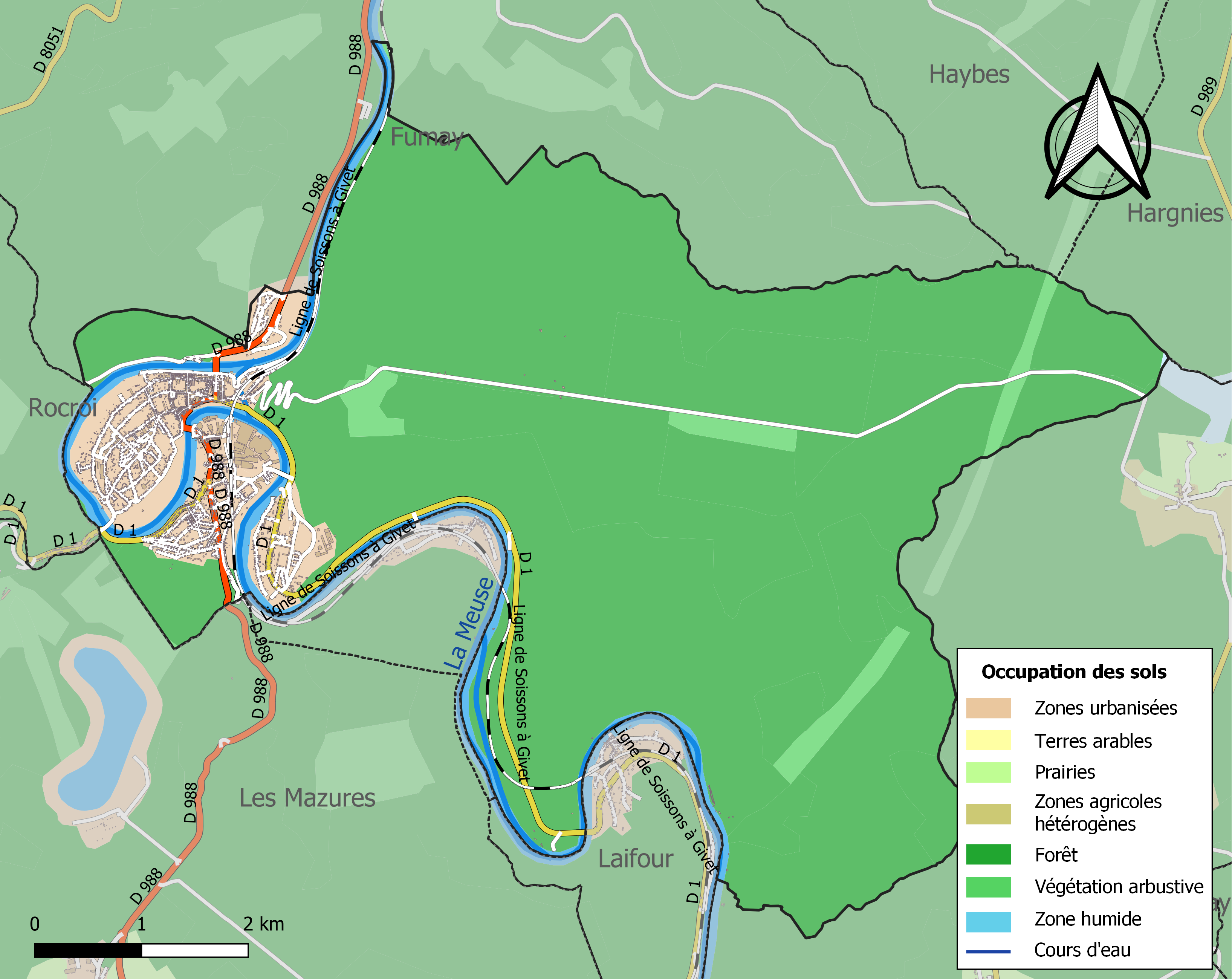
勒万土地利用情况地图

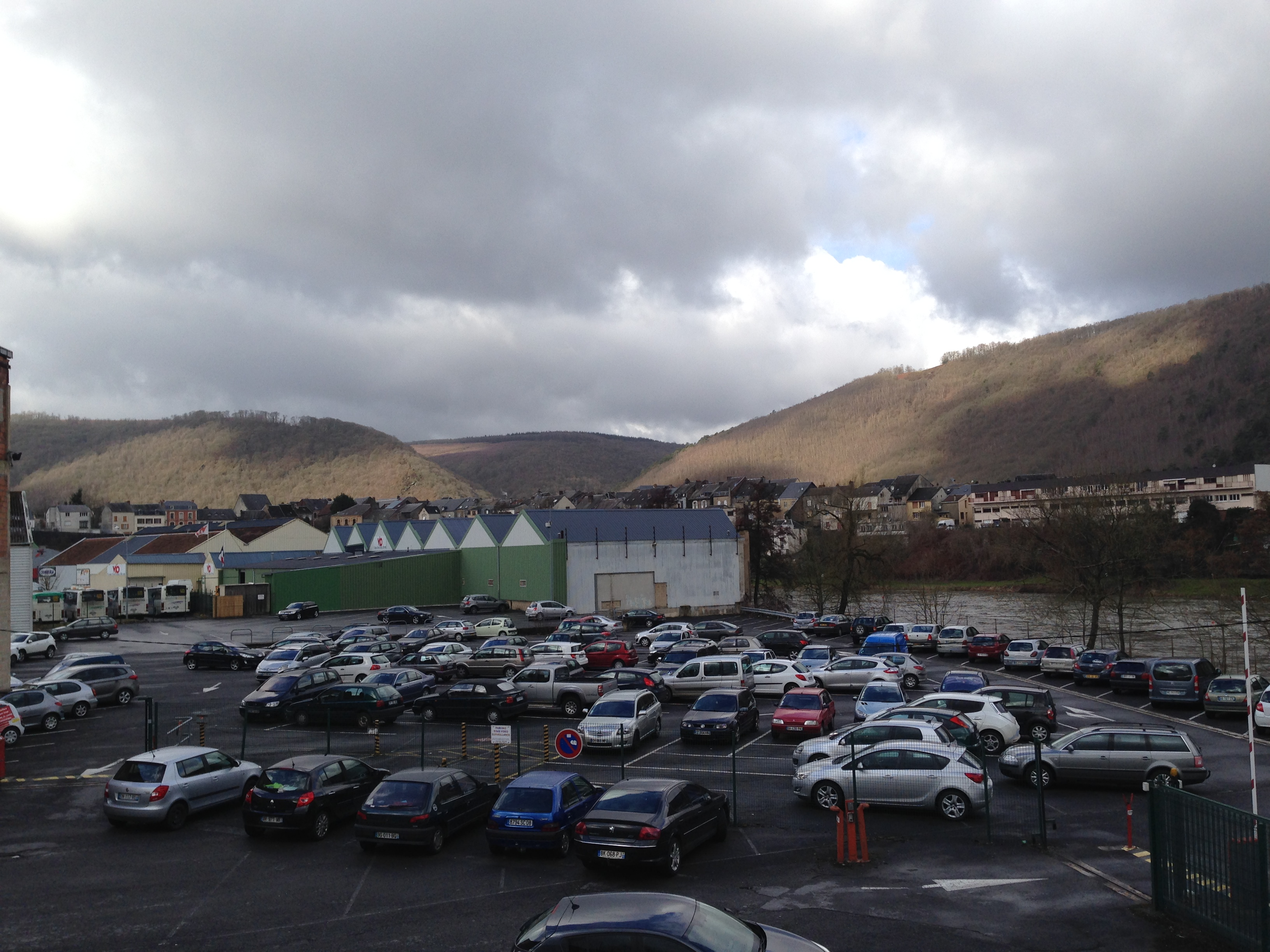
勒万市中心的一处停车场

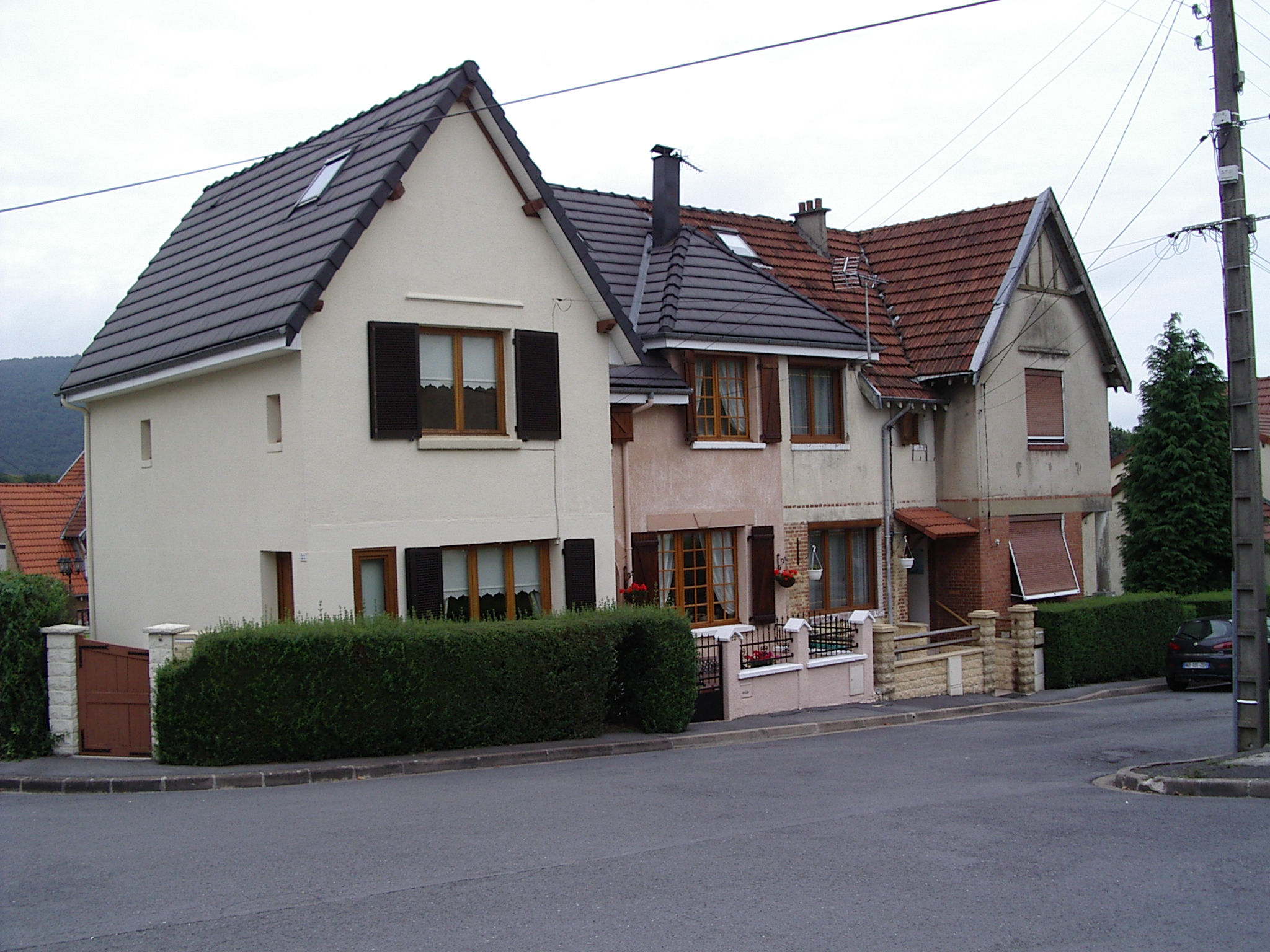
一处居民建筑

### 教育
勒万属于兰斯学区。截止2020年1月1日，勒万境内共有1所幼儿园、3所小学、1所初级中学和1所普通高中。2018至2019学年度，勒万境内共有在校中等教育阶段学生752名。

### 医疗
截止2020年1月1日，勒万境内共有全科医生3名、保健师7名、牙医1名、护士7名和助产士1名。境内共有药房2家、养老院1家、残疾人帮扶中心1家。
距离勒万最近的区域性医疗机构为菲迈中心医院（Centre Hospitalier de Fumay），其主病区位于菲迈，距离勒万市区的正常车程在15分钟以内，该院设有床位110个，是当地规模最大的公立综合性医院。

### 住房
2018年，勒万境内共有各类住房3,385套，其中72.6%为独立式居民区，27.1%为集中式居民区。常住房屋占勒万市镇范围内居民建筑总量的80.2%。
在住房保障政策方面，2020年，勒万境内共有697户家庭获得了住房经济补助，受益人数占总人口数量的11.5%，其中633份为房租补助。

### 商业
2019年，勒万境内共有各类实体商铺132家，其中餐厅13家、大型超市5家、杂货店2家、面包房3家、肉铺4家、银行门店4家、美容美发店10家、汽车维修店16家。镇中心建有Lidl和Intermarché超市。

### 体育
2020年，勒万境内共有1家游泳池、2间体育馆、3处网球场、5处足球或橄榄球场以及2处篮球或排球场。
截至2022年8月，勒万体育联盟（编号502577）是当地唯一的注册足球俱乐部，该队成立于1943年，其主队2022至2023赛季参加大东部大区足球联赛丙组（法国第八级别），其主场为卡米耶·蒂托市政球场（Stade Municipal Camille-Titeux）。

### 环境
勒万的环境事务由其所属的默兹河岸阿登市镇公共社区联合各级政府协调负责。2019年，勒万境内共有7家污染企业。

### 治安
2019年，勒万市镇范围内共有1处派出所和1处宪兵队。
勒万国家宪兵队（zone gendarmerie de Revin）的管辖范围包括勒万及其附近的共102个市镇。2020年，该宪兵队累计记录各类案件1,923起，其中盗窃类案件853起，经济类案件281起，毒品交易类案件70起。

## 文化

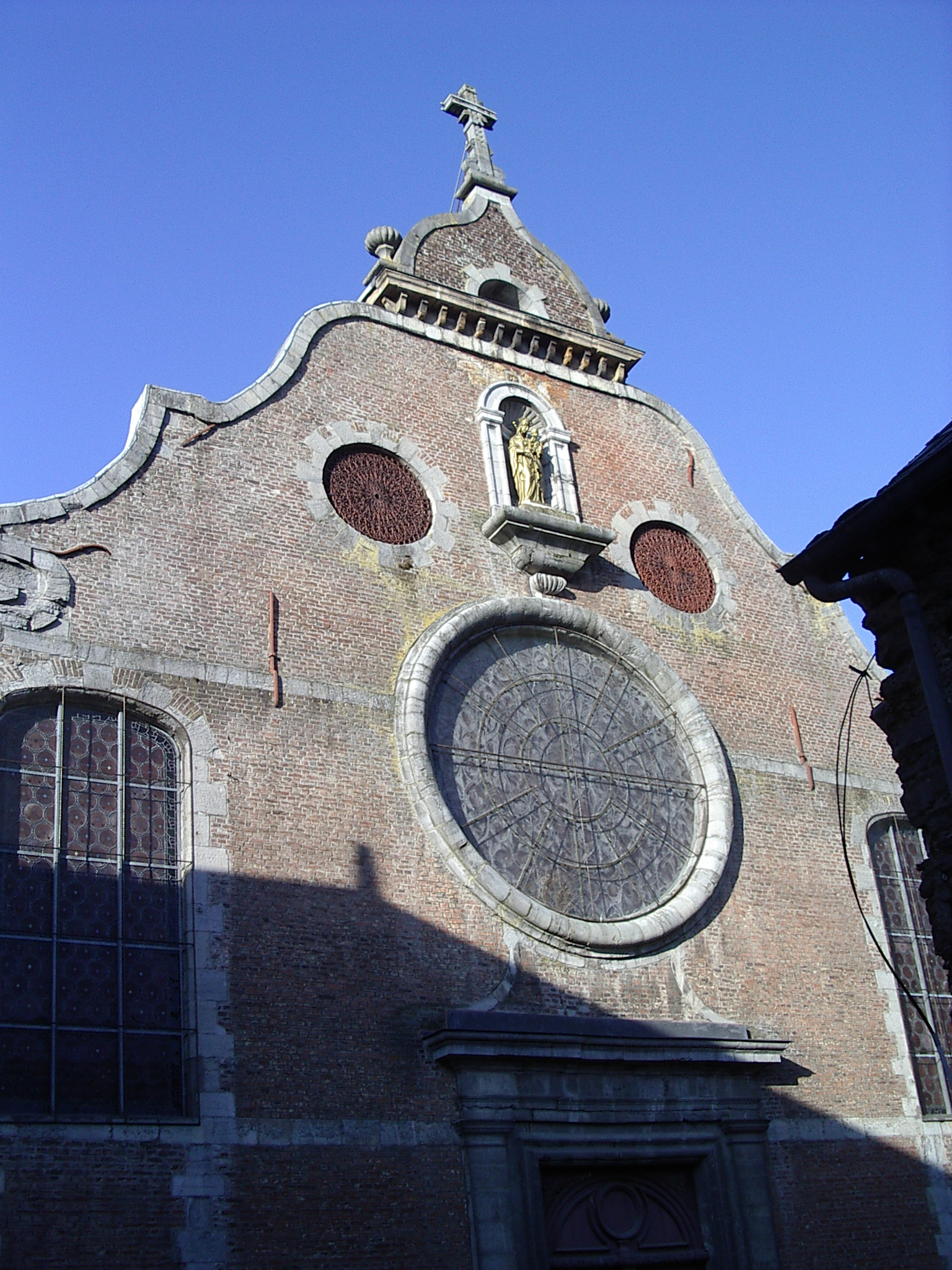
勒万多米尼加教堂

2020年，勒万境内共有1家剧场。勒万市政府提供市政图书馆，每周一至五向公众开放。

### 建筑
勒万境内有多处历史建筑，其中勒万多米尼加教堂、西班牙大楼是法国国家文物保护单位。

### 旅游
勒万的旅游事务由其所属的默兹河岸阿登市镇公共社区负责。2021年，勒万境内共有2家酒店共计15间房间；另有1个露营地，可容纳共74辆露营车。

### 媒体
法国主要的媒体均可在勒万接收，法国电视三台下属的大东部大区频道在部分时段播出勒万所属区域的地方新闻。蓝色法兰西香槟-阿登广播、香槟电台、《阿登省人报》（L'Ardennais）等是当地主要的地方性媒体。

## 相关人物
前阿尔及利亚裔足球运动员、现阿尔及利亚国家足球队总监耶齐德·曼苏里出生于勒万。此外出生于该地的重要人物还有摄影师埃里克·古列尔米、综合格斗运动员索菲安·艾萨维、足球运动员陶菲克·扎格丹等。

## 友好城市
截至2022年8月，勒万暂未建立任何友好城市关系。